# David Villanueva
David Villanueva Sánchez  (Osuna, 9 de mayo de 1983) es un actor español que ha participado en telenovelas y series de televisión. Dentro de sus papeles en la actuación, se destacó como protagonista del remake peruano Colorina, de las telenovelas peruanas Amor de madre, Mi vida sin ti y Mis tres Marías, y por el papel recurrente de Xavi Sanz en la teleserie Al fondo hay sitio. 

## Biografía
David Villanueva Sánchez nació el 9 de mayo de 1983 en Osuna, municipio de la provincia de Sevilla. Desde temprana edad, mostró su interés por la actuación comenzando a imitar a personajes de la televisión de su país.
Cumpliendo la edad de 21 años, recibe clases en la Escuela de Artes Escénicas de Sevilla y emprender una carrera actoral participando como extra en diferentes producciones teatrales. Gracias a su desempeño, le permitió a Villanueva participar en los talleres del Laboratorio de Teatro William Taylor en Madrid y en diferentes comerciales de televisión.
Pero fue en el año 2013, cuando Villanueva se muda al Perú debido a la crisis política española y obtuvo su residencia en el dicho país, la cual se mantendría por varios años. Tras su llegada, inicia su participación en el reality show de competencia física peruano Esto es guerra, asumiendo el rol de competidor por un breve tiempo, sin dejar a lado su faceta como actor. Al año siguiente, se suma al otro formato Titanes con el mismo rol.
Retoma su carrera actoral en el año 2014, incluyéndose al elenco de la miniserie deportiva Goleadores de Michel Gomez interpretando a un militante de la Alemania nazi.[cita requerida] Seguidamente, fue protagonista de la obra teatral Don Juan Tenorio interpretando al personaje homónino y compartió el rol junto a Carolina Cano, quién encarnaría a su pareja en la ficción, y tuvo una participación especial en el videoclip del tema musical «Hoy que te vuelvo a ver», interpretado por el dúo de balada romántica peruano Idéntico.
En el año 2015, inicia su etapa de colaboraciones con la productora Michelle Alexander para asumir el rol protagónico de la telenovela Amor de madre donde interpreta a Iván Hidalgo, un artista de circo que adopta al hijo perdido de Clara Porras, Hugo Osorio, a quién lo llama Ángel.
Al año siguiente, Villanueva protagoniza la otra producción Mis tres Marías como Leonardo Navarro, el padre de las protagonistas mencionadas. Debido su fama por su personaje en la ficción, participó en el reparto principal de la película El candidato como el asesor español. En el año 2018, protagonizó con Magdyel Ugaz la telenovela Colorina, interpretando a Luis Carlos Villamore, quién sería la pareja de la protagonista mencionada. Seguidamente, participó en el otro formato La rosa de Guadalupe Perú, la cual ha sido protagonista del capítulo «La fuerza de la verdad/El profesor abusador» encarnando a Ian Varela, el profesor de matemáticas de un centro educativo y la obra teatral El discurso del rey como Enrique VIII, presentándose en el Teatro Británico. Protagoniza la obra Manojas en el Lima Pinta Café.[cita requerida] En ese mismo año, asume el rol protagónico de la película D.A.D al lado del también actor Cristhian Esquivel, donde encarnaría a un europeo.
Tras seis años en el Perú, Villanueva regresa a su país natal en 2019 continuando con su carrera en la actuación, para participar en el rodaje de la película El verano que vivimos.[cita requerida]
En el año 2020, volvió a trabajar con Alexander para su nueva producción Mi vida sin ti en el papel de Santiago Vargas, retomando el protagónico al lado de Pierina Carcelén, la cual obtuvo la nominación a «Mejor actor de televisión» por parte de los Premios Luces.
Tras regresar a España, en el año 2022 protagonizó la comedia romántica Magnolia con su personaje de «Quino», compartiendo roles con Marina Muñoz. Al año siguiente, participa en el reparto principal de la cinta española Minotauro, Picasso y las mujeres de Guernica como José Bergamin y coprotagoniza la obra teatral Mercado de amores de la mano de la directora Marta Torres.[cita requerida]
En el año 2024, inicia su participación en la serie Al fondo hay sitio bajo el papel de Xavi Sanz, el padre de Laia Sanz y la pareja temporal de Charo Flores, quién está investigado por estafa de suma de dinero.[cita requerida]
Seguidamente, Villanueva se dedica por un tiempo a la enseñanza realizando talleres de teatro para niños y adolescentes en la NYC Latin Media de New York, además de haber dictado clases en el Centro Cultural de la Pontificia Universidad Católica del Perú.

## Filmografía

### Televisión
| Año       | Título                           | Rol                            | Notas                                              | Emisión            |
| --------- | -------------------------------- | ------------------------------ | -------------------------------------------------- | ------------------ |
| 2008      | La respuesta está en la historia |                                | Rol secundario                                     |                    |
| 2008-2009 | Fenómenos                        |                                | Rol secundario                                     |                    |
| 2013      | Esto es guerra                   | Él mismo                       | Competidor                                         | América Televisión |
| 2014      | Titanes                          | Él mismo                       | Competidor                                         | Frecuencia Latina  |
| 2014      | Goleadores                       | Militante de la Alemania nazi  | Rol de antagonista principal                       | Frecuencia Latina  |
| 2014      | Calle 7 Perú                     | Él mismo                       | Participante                                       | Frecuencia Latina  |
| 2015      | Amor de madre                    | Iván Hidalgo Lorenzo           | Rol protagónico                                    | América Televisión |
| 2015      | Amores que matan                 | Marco                          | Rol de antagonista principal Capítulo #20          | América Televisión |
| 2016      | Mis tres Marías                  | Leonardo Navarro / «Leo»       | Rol protagónico                                    | América Televisión |
| 2016      | El coche de tu madre             |                                | Rol recurrente                                     |                    |
| 2016      | El gran show                     | Él mismo                       | Participante (primer eliminado)                    | América Televisión |
| 2017-2018 | Colorina                         | Luis Carlos Villamore / «Luca» | Rol protagónico                                    | América Televisión |
| 2017-2018 | Madre por siempre, Colorina      | Luis Carlos Villamore / «Luca» | Rol protagónico                                    | América Televisión |
| 2018-2019 | Modo Police                      | Policía                        | Rol protagónico                                    | Canal J            |
| 2020      | Mi vida sin ti                   | Santiago Vargas                | Rol protagónico                                    | América Televisión |
| 2020      | La rosa de Guadalupe Perú        | Ian Varela                     | Rol protagónico Capítulo: «La fuerza de la verdad» | América Televisión |
| 2020-2021 | Dos hermanas                     | Guillermo de la Cruz Contreras | Rol principal                                      | América Televisión |
| 2024      | Al fondo hay sitio               | Xavi Sanz                      | Rol de antagonista principal                       | América Televisión |

### Cine
| Año  | Título                                       | Rol            | Notas             |
| ---- | -------------------------------------------- | -------------- | ----------------- |
| 2014 | Los tontos y los estúpidos                   |                | Rol coprotagónico |
| 2014 | Saxsa                                        |                | Rol secundario    |
| 2014 | Puntos suspensivos                           |                | Rol protagónico   |
| 2014 | Perversos                                    |                | Rol principal     |
| 2015 | Amanecidos                                   |                | Rol principal     |
| 2016 | El candidato                                 | Agente español | Rol principal     |
| 2016 | Margarita: ese dulce caos                    |                | Rol secundario    |
| 2018 | D.A.D                                        | Agente europeo | Rol protagónico   |
| 2019 | El verano que vivimos                        | Miguel Cernura | Rol principal     |
| 2022 | Minotauro, Picasso y las mujeres de Guernica | José Bergamin  | Rol principal     |
| 2023 | Septiembre                                   |                | Rol principal     |

### Videoclip
| Año  | Título                    | Rol                   | Notas                                                     |
| ---- | ------------------------- | --------------------- | --------------------------------------------------------- |
| 2014 | «Hoy que te vuelvo a ver» | Saliente de una chica | Participación especial (interpretado por el dúo Idéntico) |

## Teatro
- Virginia Woolf (2010)
- Julio César (2010)
- Don Juan Tenorio (2014) como Juan Tenorio (protagónico).
- Virus de Alejandro Alba (2014)
- Esta obra es una locura (2017)
- El discurso del rey (2018) como Enrique VIII (rol principal).
- Mercado de amores (2022)
- Magnolia (2023) como «Quino» (protagónico).

## Premios y nominaciones
| Año  | Premios                      | Categoría                   | Trabajo        | Resultado | Ref.   |
| ---- | ---------------------------- | --------------------------- | -------------- | --------- | ------ |
| 2020 | Premios Luces de El Comercio | «Mejor actor de televisión» | Mi vida sin ti | Nominado  | [ 20 ] |